# Liste der Kategorie-A-Bauwerke in North Ayrshire

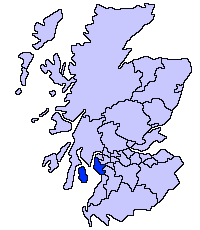
Lage von Nort Ayrshire in Schottland

Die Liste der Kategorie-A-Gebäude in North Ayrshire umfasst sämtliche in der Kategorie A eingetragenen Baudenkmäler in der schottischen Council Area North Ayrshire. Die Einstufung wird anhand der Kriterien von Historic Scotland vorgenommen, wobei in die höchste Kategorie A Bauwerke von nationaler oder internationaler Bedeutung einsortiert sind. In North Ayrshire sind derzeit 35 Bauwerke in der Kategorie A gelistet.
| Name                                     | Lage                                           | Typ               | Eintrag | Bild                                     |
| ---------------------------------------- | ---------------------------------------------- | ----------------- | ------- | ---------------------------------------- |
| Annick Lodge                             | nahe Irvine 55° 38′ 32,6″ N, 4° 36′ 34,7″ W    | Herrenhaus        | 836     |                                          |
| Woodside House                           | nahe Beith 55° 45′ 49,4″ N, 4° 38′ 7,5″ W      | Herrenhaus        | 943     | Woodside House                           |
| Blair House                              | nahe Dalry 55° 41′ 45,7″ N, 4° 41′ 57,1″ W     | Herrenhaus        | 1196    | Blair House                              |
| Swindridgemuir                           | nahe Dalry 55° 42′ 46,1″ N, 4° 40′ 35,2″ W     | Herrenhaus        | 1254    |                                          |
| Lanterne an der Skelmorlie Parish Church | Skelmorlie 55° 52′ 20,9″ N, 4° 53′ 24,1″ W     | Laterne           | 7270    | Lampe an der Skelmorlie Parish Church    |
| Kelburn Castle                           | nahe Fairlie 55° 46′ 15″ N, 4° 50′ 36,6″ W     | Herrenhaus        | 7294    | Kelburn Castle                           |
| Monument an John, 3. Earl of Glasgow     | nahe Fairlie 55° 46′ 14,9″ N, 4° 50′ 26,9″ W   | Monument          | 7295    | Monument an John, 3. Earl of Glasgow     |
| Sonnenuhr von Kelburn Castle             | nahe Fairlie 55° 46′ 14,7″ N, 4° 50′ 38,5″ W   | Sonnenuhr         | 7298    |                                          |
| Knock Castle                             | nahe Largs 55° 49′ 35,5″ N, 4° 53′ 4,7″ W      | Herrenhaus        | 7306    | Knock Castle                             |
| Kilbirnie Auld Kirk                      | Kilbirnie 55° 44′ 48,7″ N, 4° 41′ 11,4″ W      | Kirche            | 7492    | Kilbirnie Auld Kirk                      |
| Sonnenuhr von Ladyland House             | nahe Kilbirnie 55° 47′ 6,2″ N, 4° 40′ 38,2″ W  | Sonnenuhr         | 7499    | Sonnenuhr von Ladyland House             |
| Brodick Castle                           | nahe Brodick 55° 35′ 38,2″ N, 5° 9′ 2,9″ W     | Schloss           | 7507    | Brodick Castle                           |
| Gärten von Brodick Castle                | nahe Brodick 55° 35′ 37,7″ N, 5° 5′ 55,8″ W    | Gärten            | 7508    | Gärten von Brodick Castle                |
| Ladyland House                           | nahe Kilbirnie 55° 47′ 4,8″ N, 4° 40′ 39″ W    | Herrenhaus        | 7532    | Ladyland House                           |
| Montgreenan                              | nahe Kilwinning 55° 39′ 57,1″ N, 4° 38′ 8,1″ W | Herrenhaus        | 7577    | Montgreenan                              |
| St Molios Church                         | Shiskine 55° 30′ 49,3″ N, 5° 18′ 42″ W         | Kirche            | 7635    | St Molios Church                         |
| 1–27 Hamilton Terrace                    | Lamlash 55° 32′ 1,4″ N, 5° 7′ 44,2″ W          | Wohngebäude       | 13234   | 1–27 Hamilton Terrace                    |
| Lamlash and Kilbride Parish Church       | Lamlash 55° 31′ 55,8″ N, 5° 7′ 47,3″ W         | Kirche            | 13441   | Lamlash and Kilbride Parish Church       |
| Law Castle                               | West Kilbride 55° 41′ 46″ N, 4° 50′ 53,4″ W    | Tower House       | 14279   | Law Castle                               |
| Sonnenuhr von Kirktonhall                | West Kilbride 55° 41′ 40,9″ N, 4° 51′ 26,7″ W  | Sonnenuhr         | 14309   | Sonnenuhr von Kirktonhall                |
| Hunterston Castle                        | nahe Fairlie 55° 43′ 22,1″ N, 4° 52′ 44,1″ W   | Burg              | 14313   | Hunterston Castle                        |
| St Peter-in-Chains Roman Catholic Church | Ardrossan 55° 38′ 26,7″ N, 4° 48′ 33,3″ W      | Kirche            | 21335   | St Peter-in-Chains Roman Catholic Church |
| Irvine Old Parish Church                 | Irvine 55° 36′ 45,1″ N, 4° 39′ 56,6″ W         | Kirche            | 35409   | Irvine Old Parish Church                 |
| Trinity Church                           | Irvine 55° 36′ 49,5″ N, 4° 40′ 6,5″ W          | Kirche            | 35410   | Trinity Church                           |
| Linthouse Building                       | Irvine 55° 36′ 34,4″ N, 4° 40′ 36,7″ W         | Fabrikgebäude     | 35450   | Linthouse Building                       |
| Clark Memorial Church                    | Largs 55° 47′ 37,1″ N, 4° 52′ 11,7″ W          | Kirche            | 37152   | Clark Memorial Church                    |
| Brooksby Convalescent Home               | Largs 55° 47′ 52,6″ N, 4° 52′ 3,8″ W           | Pflegeeinrichtung | 37165   | Brooksby Convalescent Home               |
| Skelmorlie Aisle                         | Largs 55° 47′ 41,2″ N, 4° 52′ 6,7″ W           | Mausoleum         | 37198   | Skelmorlie Aisle                         |
| Brisbane Aisle                           | Largs 55° 47′ 41,3″ N, 4° 52′ 7,8″ W           | Mausoleum         | 37199   | Brisbane Aisle                           |
| Cathedral of The Isles                   | Millport 55° 45′ 20,6″ N, 4° 55′ 28,1″ W       | Kirche            | 37824   | Cathedral of The Isles                   |
| Seamill Centre                           | Seamill 55° 41′ 6,6″ N, 4° 51′ 27,8″ W         | Pflegeeinrichtung | 43209   | Seamill Centre                           |
| Marktkreuz von Kilwinning                | Kilwinning 55° 39′ 14,5″ N, 4° 41′ 46,9″ W     | Marktkreuz        | 47598   | Marktkreuz von Kilwinning                |
| Bavarian Summerhouse                     | Brodick 55° 35′ 33,6″ N, 5° 8′ 56,4″ W         | Gästehaus         | 47599   | Bavarian Summerhouse                     |